# Вільгельм Бракке
Вільгельм Бракке, повне ім'я Герман Август Франц Вільгельм Готтард Бракке (нім. Wilhelm Bracke; Hermann August Franz Wilhelm Gotthard Bracke; 29 травня 1842, Брауншвейг — 27 квітня 1880, там само) — діяч німецького робітничого руху другої половини ХІХ століття. Один з ейзенахців і лідерів Соціал-демократичної робітничої партії Німеччини (нім. Sozialdemokratische Arbeiterpartei).

## Біографія
Народився у сім'ї мельника. Під час навчання в колегіумі став членом Всезагального німецького робітничого союзу (нім. Allgemeiner Deutscher Arbeiterverein), який заснував Фердинанд Лассаль. Після смерті Лассаля приєднався до Соціал-демократичної робітничої партії Німеччини, заснованої 1869 року. У 1872 році став першим ейзенахцем, обраним до міської ради Брауншвейга. У 1877 обраний депутатом рейхстагу.
Під кінець життя ідеологічно почав підтримувати Карла Маркса та Фрідріха Енгельса.

### Сім'я
Був одружений з Емілі Вальтер, яка народила у шлюбі п'ятьох дітей.